# Jordi Oriola
Jordi Oriola Vila (Barcelona, 21 juni 1996) is een Spaans autocoureur. Zijn oudere broer Pepe Oriola is eveneens autocoureur.

## Racing career
Oriola begon zijn autosportcarrière in het karting in 2007. Na vier jaar stapte hij over naar de touring cars, waarbij hij in 2012 twaalfde werd in de Franse Seat León Supercopa. In 2013 stapte hij over naar de Single-Makes Trophy van de European Touring Car Cup, waarbij hij uitkwam voor het Tuenti Racing Team, hetzelfde team waar zijn broer Pepe op dat moment voor uitkwam in het World Touring Car Championship. Hij won twee races op het Autodromo Nazionale Monza en het Autodromo di Pergusa, waardoor hij met 54 punten derde werd in dit kampioenschap.
In 2014 stapte Oriola over naar de hernieuwde Seat Leon Eurocup, waarbij hij uitkwam voor PCR Sport. Met een vierde plaats op de Salzburgring als beste resultaat werd hij negende in de eindstand met 20 punten. In 2015 stapte hij over naar Target Competition en behaalde hij drie podiumplaatsen op Silverstone, de Nürburgring en het Autodromo Nazionale Monza, waardoor hij met 37 punten zesde werd. Dat jaar maakte hij ook zijn debuut in de TCR International Series voor Campos Racing in een Opel Astra OPC. Tijdens de eerste drie raceweekenden kwam hij niet aan de finish, waarna hij het team verliet. Tijdens het laatste raceweekend op het Circuito da Guia stapte hij in bij Target Competition in een Seat León Cup Racer en eindigde de races als vijfde en achtste, waardoor hij negentiende werd in de eindstand met 14 punten.